# Xã Garborg, Quận Richland, Bắc Dakota
Xã Garborg (tiếng Anh: Garborg Township) là một xã thuộc quận Richland, tiểu bang Bắc Dakota, Hoa Kỳ. Năm 2010, dân số của xã này là 96 người.